# Pastelrussula
Pastelrussula (Russula amoena) is een schimmel behorend tot de familie Russulaceae.

## Kenmerken

### Uiterlijke kenmerken
Hoed
De hoed is 2 tot 6 cm in doorsnee, convex als ze jong zijn, dan spreidend en vaak ingedeukt tot licht trechtervormig in het midden. De hoedrand is verbreed tot licht opstaand en gebarsten naar met de leeftijd vordert. De kleur van de hoed is zeer variabel, meestal tussen karmozijn en violet, maar ook roodbruin, paars of met troebele violette of groene tinten. In het begin is de hoedenhuid fluweelzacht en mat. Het is vrij eenvoudig om af te trekken.
Lamellen
De lamellen zijn bleek crème tot okergeel, vrij smal en broos. Ze zijn relatief druk en worden vaak direct op de steel gevorkt. De lamellenmantels kunnen ook roze zijn.
Steel
De steel is 3 tot 6 cm lang en 0,5 tot 2 cm breed. De vorm is slank en cilindrisch vaak versmald aan de basis. De kleur is witachtig, maar loopt meestal over van roze tot paars en heeft een lichte berijping. Slechts zeer zelden is het volledig witachtig.
Vlees
Het vlees is witachtig en broos en ruikt een beetje naar haring, tenminste als het oud is. De smaak is mild.
Sporenprint
De sporenprint is creme (IIb volgens Romagnesi).

### Microscopische kenmerken
De breed elliptische sporen zijn 6 tot 8 µm lang en 6 tot 7 µm breed. Ze zijn nogal grof wrattig, gekristalliseerd tot gedeeltelijk netvormig. De wratten zijn tot 0,8 µm hoog. De cheilocystidia op de lamelrand zijn 40-80 (100) µm lang en 6-7,5 µm breed. Pleurocystidia op de lamellen zijn 30–45(55) µm lang en 6–8(10) µm breed en zijn meestal zeer zeldzaam of afwezig. Ze zijn onregelmatig cilindrisch van vorm.

## Verspreiding

Europees verspreidingsgebied

De schimmel komt voor in Noord-Afrika (Marokko) en Europa en mogelijk ook in Azië (Japan). Het is een meridionale tot gematigde, oceanische tot suboceanische soort. Dit betekent dat de russula vaker voorkomt in warmere, door de Atlantische Oceaan beïnvloede, Zuidwest- en West-Europa.